# Parc national de la Sierra de Guadarrama
Le parc national de la Sierra de Guadarrama  (en espagnol : Parque Nacional de la Sierra de Guadarrama) est un parc national d'Espagne situé dans les communautés autonomes de Castille-et-León et de Madrid.
Il a été créé le 25 juin 2013 par la loi 7/2013 et couvre une superficie de 339 km².

## Environnement
Le projet vise à protéger les onze écosystèmes différents présents dans les montagnes de Guadarrama, dont les seuls exemples ibériques de « haute montagne méditerranéenne ». Au total, il y a plus de 1 280 espèces différentes dans la zone récemment déclarée parc national, dont 13 sont en danger d’extinction, plus de 1 500 plantes indigènes et 30 types de végétation différents. Les espèces d’animaux dans les montagnes représentent 45 % de la faune totale de l’Espagne et 18 % de la faune européenne. La végétation comprend le pin sylvestre, le chêne, le genévrier et de nombreuses autres espèces. 

## Faune
On trouve de nombreux mammifères tels que les cerfs élaphes, chevreuils, daims, sangliers,  chèvres sauvages, blaireaux et plusieurs autres mustélidés, les chats sauvages, les renards, les lièvres, etc. ; de nombreuses espèces de sauvagine dans les réservoirs, et de grands rapaces comme l’aigle impérial ibérique ou le vautour moine. Récemment, une meute de loups a été découverte dans le parc après 70 ans d’absence dans la région. À signaler, Guadarramasoma ramosae, un mille-patte endémique d'Espagne, qui ne vit que dans ce parc.

## Actions
De 2014 à 2020, des bouquetins ibériques ont été capturés dans le parc pour être réintroduits dans les Pyrénées françaises à Ustou et Cauterets.

## Galerie

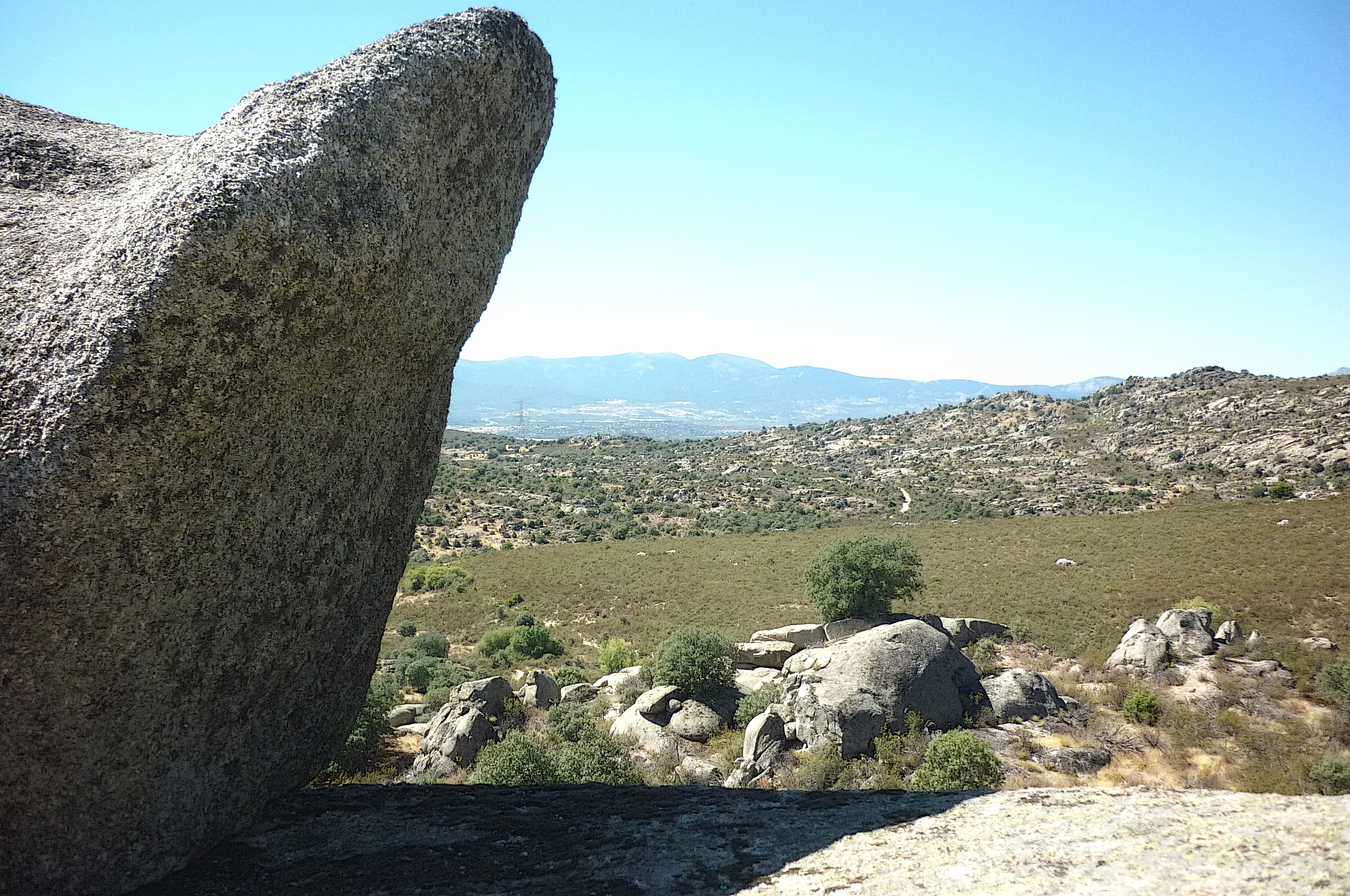
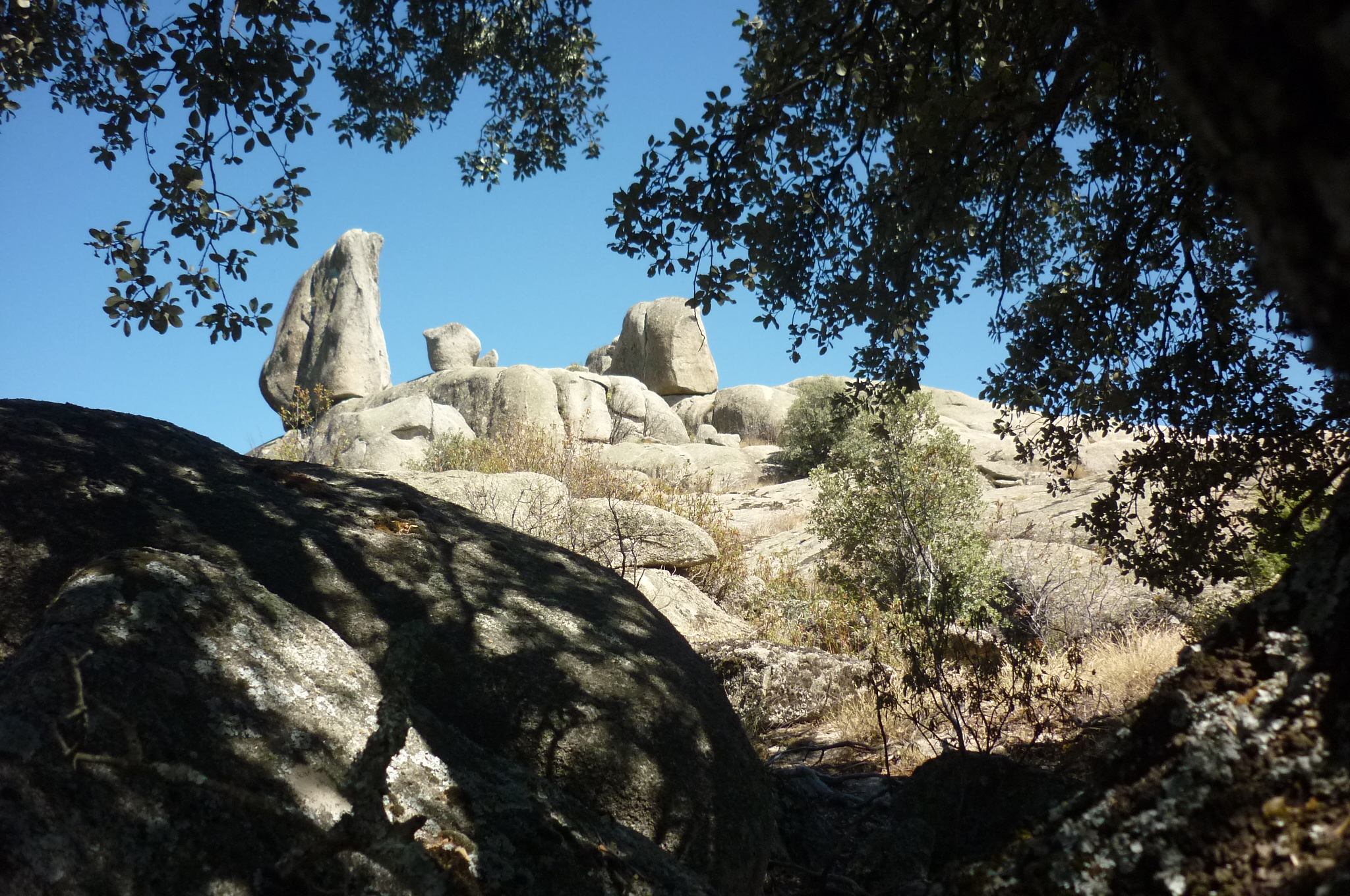
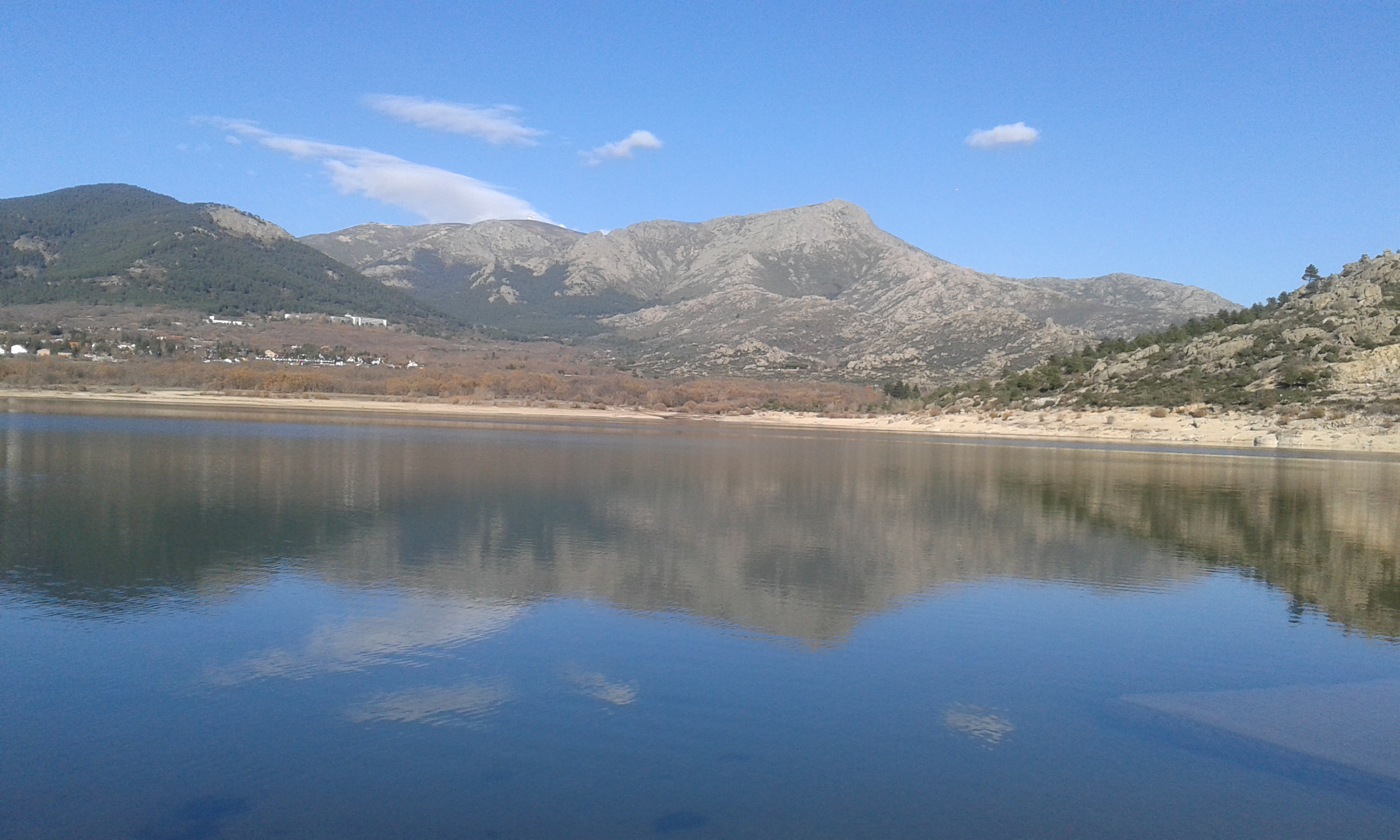
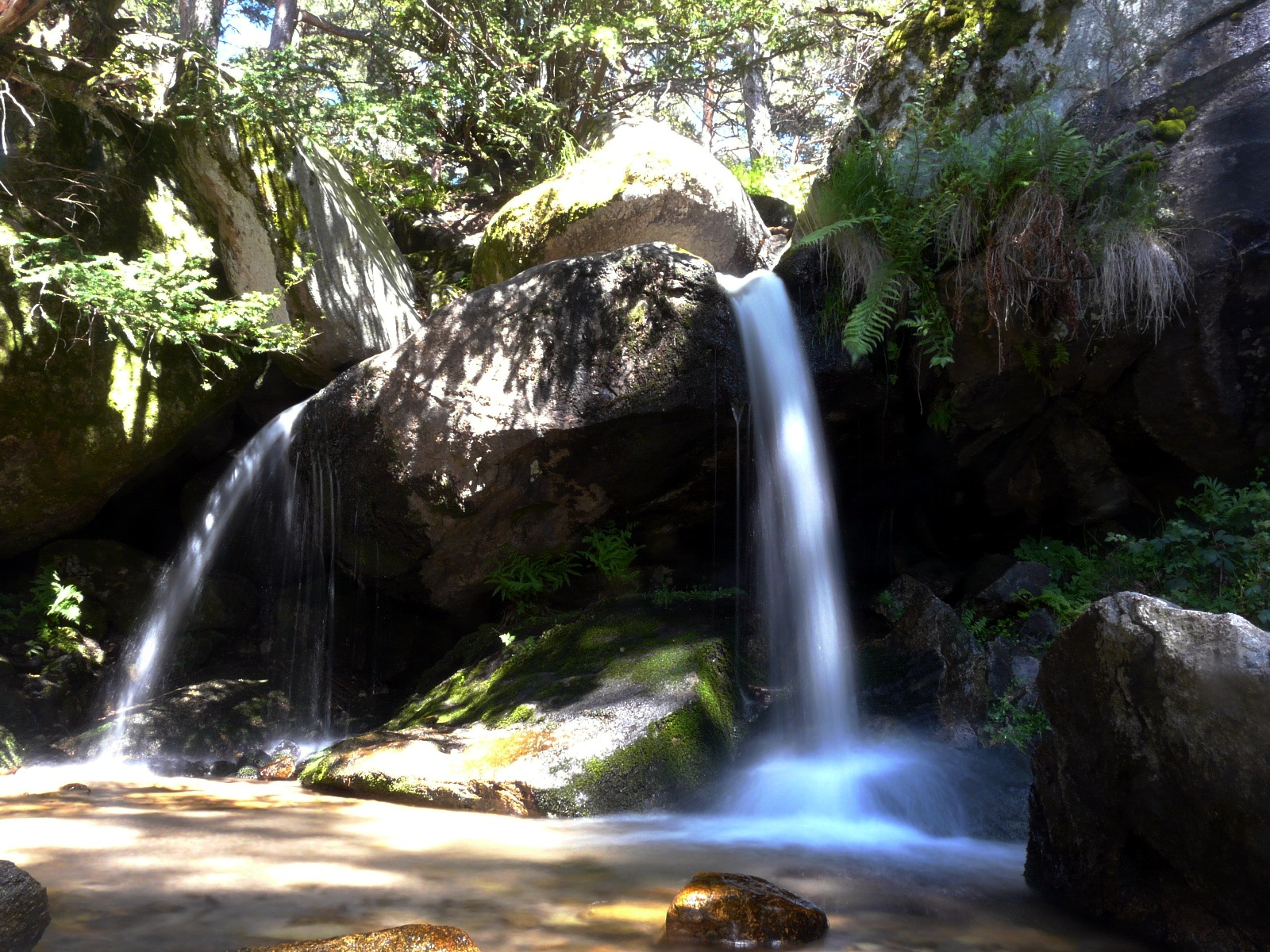
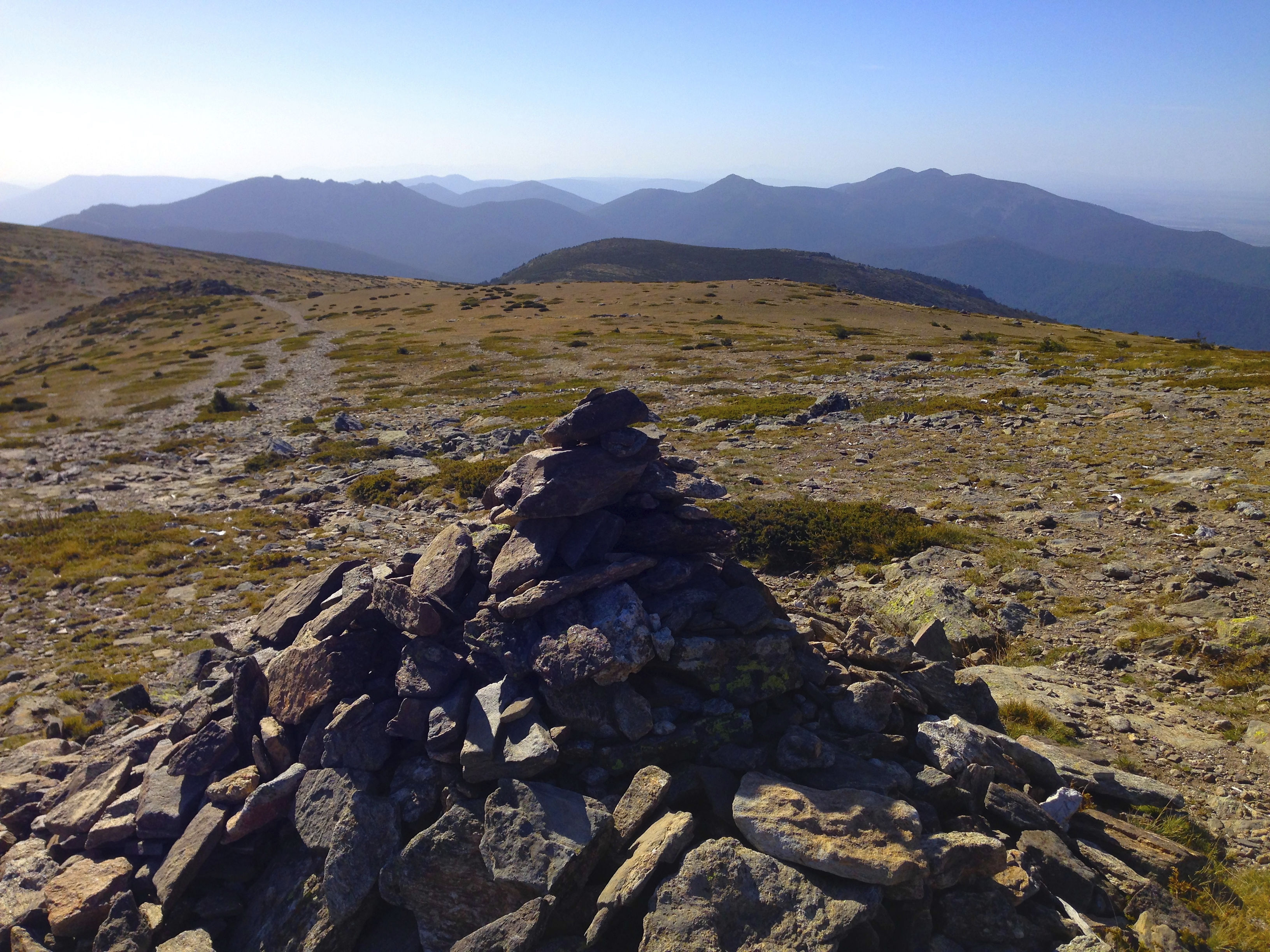